# Morvan Marchal
Pour les articles homonymes, voir Marchal.
Maurice Marchal, dit Morvan Marchal, est un architecte français, né le 13 juillet 1900 à Vitré en Ille-et-Vilaine et mort le 13 août 1963 à Paris 10e.
Actif dans le mouvement breton, il est connu pour être le créateur du Gwenn ha Du, drapeau à bandes noires et blanches de la Bretagne.
Cofondateur du Groupe régionaliste breton en 1918, il se rallie aux idées fédéralistes au début des années 1920. Il s'oppose régulièrement à la montée du courant nationaliste d'Olier Mordrel au sein du Groupe régionaliste breton (GRB). Après l'échec de la transformation du GRB en Parti autonomiste breton, il fonde en 1931 la Ligue fédéraliste de Bretagne.
Ses activités pendant la Seconde Guerre mondiale le font condamner à une peine d'indignité nationale à la Libération pour collaborationnisme. Selon certains travaux récents celles-ci auraient été destinées à fournir une couverture à des activités de Résistance.

## Biographie

### Formation et débuts
Maurice Charles Marchal nait à Vitré. Son père est contrôleur des postes, et il grandit dans une famille de droite conservatrice et maurrassienne.
Marchal commence après-guerre des études d'architecture, et va à Rennes préparer le concours d'entrée à l'École des Beaux-Arts de Rennes. Il rencontre Job de Roincé, encore mobilisé, lors d'une réunion de l'Action française avec qui il sympathise. Ils décident de fonder le Groupe régionaliste breton, et déposent les statuts de cette association le 17 septembre 1918. Celle-ci doit alors selon ces statuts participer au « relèvement de la patrie bretonne » en dynamisant sa culture (langue, costume, traditions) par le biais du régionalisme, du fédéralisme, et de l'interceltisme,. Ce groupe est rejoint par une dizaine de proches des deux fondateurs. Le recrutement est jeune, et cette association attire à elle en 1919 Debeauvais (16 ans) ou Mordrel (18 ans). Lui et Mordrel prennent rapidement la direction, et ils se fréquentent en dehors des réunions du groupe, et effectuent des tours de Bretagne ensemble. Marchal joue alors un rôle majeur dans l'initiation de Mordrel à la culture bretonne, ainsi qu'avec d'autres militants. Sa connaissance de la langue bretonne lui confère une certaine légitimité au sein du groupe.

### Activités au sein du Groupe régionaliste breton
En janvier 1919, Marchal lance le journal mensuel Breiz Atao alors que Roincé est encore mobilisé. Marchal écrit dans ce premier numéro viser « le régionalisme, l'autonomie administrative », mais dès le numéro de juillet annonce vouloir rompre avec « la pale figure du régionalisme », pour suivre « à peu de chose près, le programme fédéraliste de la Ligue fédéraliste française ».
Marchal est aussi lecteur de Proudhon dès le début des années 1920, et il convertit alors au fédéralisme Debeauvais et Mordrel, avant que ce dernier dès 1923 ne prenne ses distances avec les idées fédéralistes de Marchal. Marchal a déjà rompu avec les idées de l'Action française et se rapproche de la franc-maçonnerie (il est initié entre 1921 et 1924) et des idées socialistes,. En mars 1925, il lance un appel aux Gallois, Écossais, Flamands, Corses et Basques à créer un « comité international des minorités nationales » dans un cadre fédéral qui, s'il ne trouve que peu d'échos, est lu par Maurice Duhamel et suscite son adhésion au groupe. Le ralliement de celui-ci, anticlérical et communisant, contribue à faire pencher davantage le groupe vers la gauche.
Le Breiz Atao que Marchal et Mordrel dirigent est aussi pris pour cible par les autorités ecclésiastiques dès 1924 pour sa neutralité politique et religieuse affichée. Dans le numéro d'avril 1924, Marchal écrit vouloir s'opposer à « un essai de monopolisation » du mouvement breton par des tendances catholiques ; selon lui, le catholicisme n'est pas un élément qui différencie la Bretagne de la France, il n'y a donc pas de raison de prendre appui dessus.
Les relations commencent à se tendre dès cette période avec Mordrel. Marchal quitte le bureau de l'association en 1921 avant d'y revenir en 1924, et en 1928 Debeauvais tente de faire le lien entre Marchal et Mordrel alors qu'ils sont brouillés.

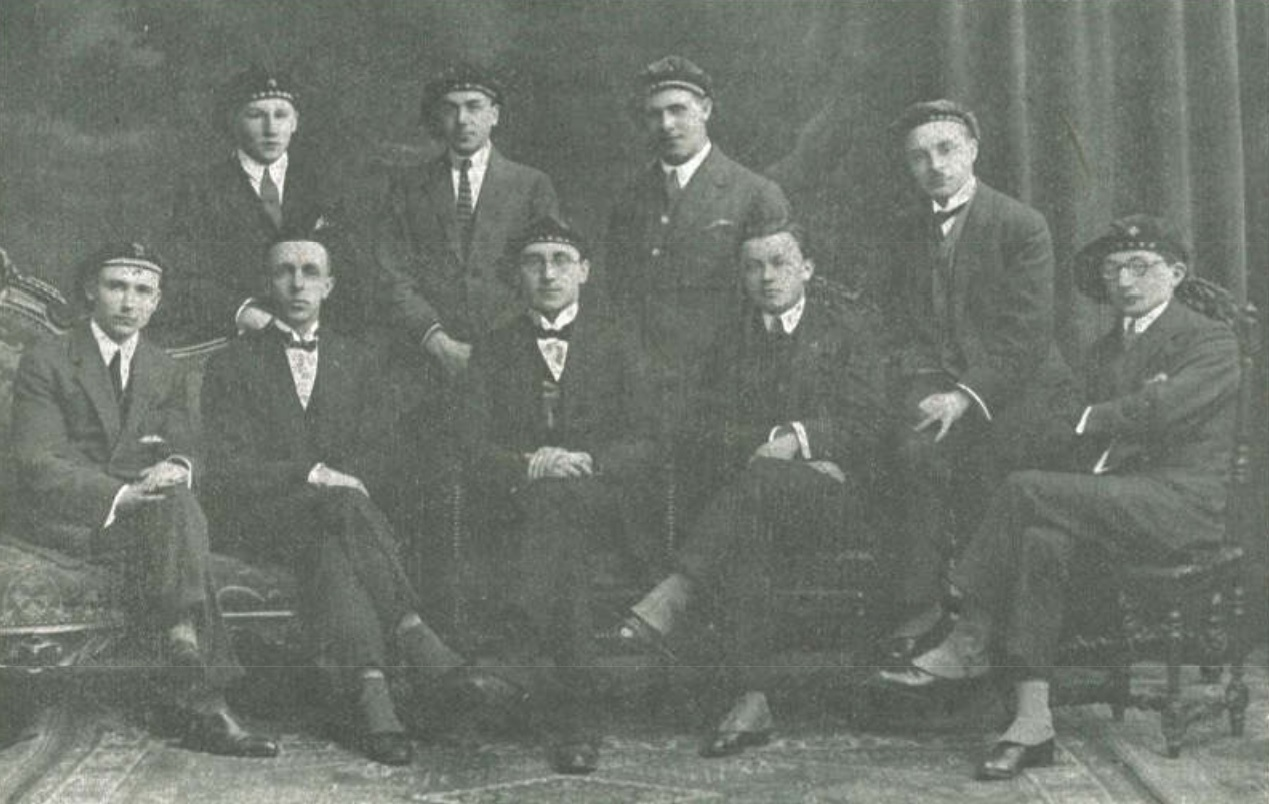
Marchal (premier rang, deuxième à droite, lors d'une réception avec les étudiants flamands en 1925.

Il entreprend plusieurs voyages à l'étranger en 1925. Début février, il se rend avec Mordrel en Belgique, où des liens ont été tissés l'année précédente avec les étudiants pan-néerlandais. Il en profite pour découvrir l'architecture flamande, accompagné par Hilaire Allaeys (nl). En juillet 1925, il se rend en Irlande avec Roparz Hemon et Mordrel dans le cadre des congrès panceltique. Le pays est alors une référence pour les militants du mouvement breton depuis l'Insurrection de Pâques 1916 puis son indépendance en 1921.

### Activités au sein du Parti autonomiste breton
En 1926, Marchal rencontre des représentants du mouvement autonomiste alsacien Heimatbund d'Alsace-Lorraine, ce qui l'incite à changer la forme du Groupe régionaliste breton en prenant modèle sur ce dernier. En mai 1926, Marchal fait republier dans Breiz Atao un texte publié par le Heimatbund réclamant un statut autonome pour l'Alsace, de manière à protéger ses spécificités linguistiques, scolaires, et religieuses. Marchal met en avant les similarités existants selon lui entre revendications bretonnes et alsaciennes. Il fait aussi publier un soutien aux dirigeants du mouvement alsacien lorsque ceux-ci sont poursuivis en juin 1926. La répression qui touche le mouvement alsacien lui apporte une certaine publicité, et le tirage de des journaux qui y sont liés connait une progression importante entre 1925 et 1926. En se rapprochant de ce mouvement, Marchal espère faire progresser l'audience du mouvement breton de la même manière.

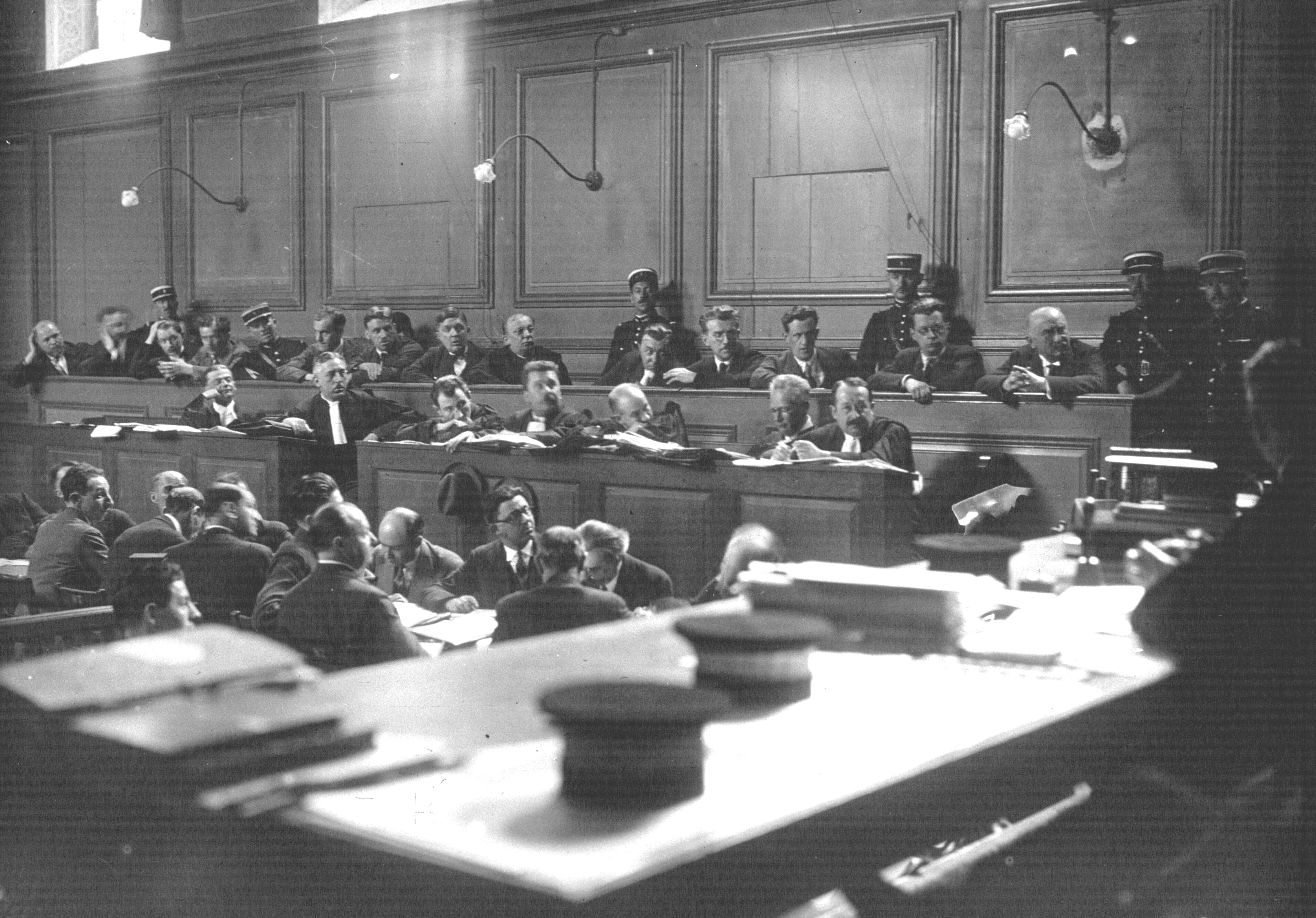
Le procès des autonomistes alsaciens est l'occasion d'une réforme du groupe en Parti autonomiste breton.

La création d'un parti autonomiste en Alsace-Lorraine est annoncée dans la presse au printemps 1927, et dès avril de la même année, Breiz Atao fait part de la création d'un parti basé sur le même modèle en Bretagne. Marchal se rend avec Mordrel en Alsace en juin et y rencontre les dirigeants alsaciens Paul Schall et Charles Roos. Le 1er septembre 1927, Breiz Atao abandonne sa revendication « nationale » pour la remplacer par une revendication « autonomiste ». Marchal se met cependant de nouveau en retrait et Mordrel assure la préparation du congrès fondateur du Parti autonomiste breton. Marchal est présent lors du congrès qui se tient à Rosporden en septembre, et dans un discours donne deux axes prioritaires pour le nouveau parti : combattre le gouvernement français pour obtenir des droits pour la Bretagne, et obtenir la confiance des Bretons. Il indique vouloir aussi lancer un mouvement pour unir les partis autonomistes à l'échelle européenne. Les liens avec les Alsaciens sont gardés, et Marchal se rend avec d'autres représentants du parti pour les soutenir lorsqu'ils passent en procès en mai 1928. Il intègre aussi la direction du Parti autonomiste breton en rejoignant son comité directeur, duquel il démissionne en 1930. Il est réélu en 1931, mais refuse d'intégrer le comité directeur. Le parti est dissous la même année en raison de difficultés financières et de dissensions politiques internes.

### Une des figures du fédéralisme breton

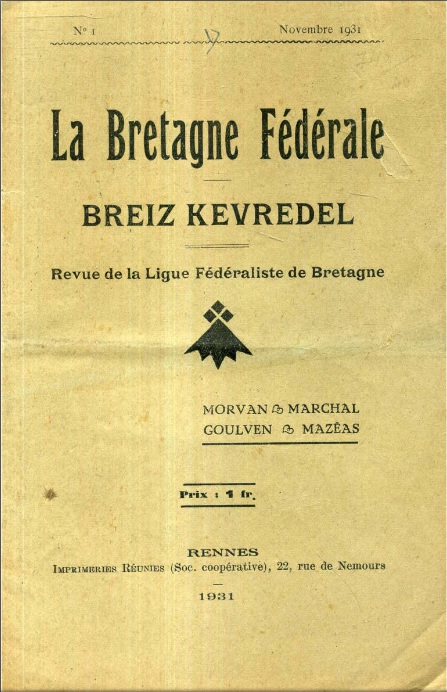
Marchal dirige à partir de novembre 1931 La Bretagne fédérale, organe de la Ligue Fédéraliste de Bretagne.

Morvan Marchal forme l'aile fédéraliste et de gauche du Parti autonomiste breton en compagnie d'autres membres du parti comme Maurice Duhamel,. Il s'oppose ainsi régulièrement à la ligne nationaliste d'Olier Mordrel,.
Lorsque le 11 avril 1931, le PAB explose sous les divergences lors du congrès de Rennes, Marchal quitte celui-ci en même temps que Maurice Duhamel, et laisse la direction du parti à Olier Mordrel et François Debeauvais. Ces derniers avaient appelé lors du congrès à « purger » le parti des « éléments troubles »
Marchal fonde alors la Ligue fédéraliste de Bretagne en 1931, avec d'autres cadres de gauche du parti, comme Mazéas et Duhamel, groupe qui est rejoint par la majorité des anciens membres du Parti autonomiste breton. Il crée en décembre de la même année la revue La Bretagne fédérale, qui sert de publication officielle du nouveau parti. Il y publie dès les premiers numéros des articles prenant parti pour le fédéralisme européen et le panceltisme, et prône une « république fédérale française ». Il se manifeste par des prises de position. Après la crise du 6 février 1934, il affirme que « face au danger de droite, face à Paris chouan » il faut une « union des gauches, coudes à coudes » et appelle à la création de « comités de défense antifascistes ». La ligue fédérale de Bretagne disparaît cependant vers 1934-1935. En 1934, à la fin de la ligue, il rejoint le Mouvement fédéraliste breton, avec Goulven Mazéas et Rafig Tullou, avant de réintégrer le Parti radical
Il signe en 1938 Le manifeste des Bretons fédéralistes avec Raphaël Tullou et Goulven Mazéas contre la guerre à venir. Ce manifeste affirme : « […] l'impérieux devoir de regrouper ceux de nos compatriotes qui ne veulent pas confondre Bretagne et Église, Bretagne et réaction, Bretagne et parti-pris puéril anti-français, Bretagne et capital, et encore moins Bretagne et racisme. »,

### Champs d'activités

#### LeGwenn ha du

Morvan Marchal est le concepteur du drapeau de la Bretagne.

Il fait partie du groupe d'artistes bretons Seiz Breur, et est l'un des cinq architectes à faire partie du groupe, avec André Batillat, Edme-Pierre Derrouch, ou encore Charles Penther.
Marchal conçoit le Gwenn ha du en 1925. Prenant une approche moderniste, il cherche à rompre avec la bannière d'hermines parfois utilisée depuis le Moyen Âge, jugée trop proche du drapeau monarchiste français, dont les fleurs de lys sur fond blanc sont souvent confondues avec les hermines sur fond blanc de la bannière bretonne. Les quatre bandes blanches sont choisies pour représenter les régions dans lesquelles le breton est parlé, et les cinq bandes noires celles où le gallo est parlé. Le carré d'hermines est gardé comme référence à l'ancien duché.
Il est présenté publiquement pour la première fois lors de l'exposition des arts décoratifs de Paris en 1925. Le drapeau est adopté la même année par Marcel Cachin et son « Association des Bretons émancipés », proche du PCF. Il est cependant largement associé aux mouvements autonomistes et nationalistes breton dans les années 1920 et 1930, et est utilisé par des résistants comme par des collaborateurs lors de la Seconde Guerre mondiale. Il est ainsi régulièrement interdit avant, pendant, et après le conflit par les autorités françaises qui le considère séditieux. Il est re-popularisé par des associations culturelles après-guerre, puis trouve une dimension politique lors de mouvements sociaux dans l'après mai-68 en Bretagne.

#### L'architecte
Marchal est recruté comme professeur de composition décorative à l'école régionale d'arts et d'architecture de Rennes à la fin de ses études dans ce même établissement. Il s'intéresse aux architectures contemporaines d'autres pays. Il se rend ainsi dans les années 1920 aux Pays-Bas pour étudier le style De Stijl ou en Tchécoslovaquie pour étudier le style Stavitel. Pour lui, l'architecture moderne n'est pas une menace, et n'est pas facteur d'uniformisation, mais permet une plus grande diversification des styles architecturaux.
Marchal s'intéresse aussi aux travaux d'autres architectes régionalistes en Bretagne. Il classe ainsi Arthur Regnault comme l'un des précurseurs dans le domaine, citant sa construction de l'église Saint-Pierre-ès-Liens de Montreuil-sur-Ille en 1910, qui produit alors d'« heureux pastiches, inspirés de l'art populaire breton du passé », inspiré des XVe et XVIe siècles bretons. Il situe dans la période 1919-1925 le moment lors duquel ce style breton émerge véritablement, citant les réalisations de Charles-Joseph Coüasnon à Rennes, de Georges-Robert Lefort à Guingamp, de Paul-Henri Datessen et d'Adrien Grave à La Baule, et d'Yves Hémar à Saint-Malo comme exemples.
Partisan de l'émergence d'un style breton, il énonce en 1942 quelques règles que devrait selon lui suivre l'architecture de la région. Elle se doit selon lui d'être adaptée au climat de la péninsule, mais aussi d'utiliser des matériaux locaux comme le granite, le schiste, le grès, et l'ardoise. Il se prononce par ailleurs en faveur de l'usage du béton armé « dans les parties soumises aux efforts de compression ». L'architecture locale doit aussi selon lui intégrer « certaines formes, certaines proportions, certains éléments de décoration dont l'origine est fort lointaine ».
Certains de ses projets rencontrent un écho favorable dans la presse régionale. Une proposition de chapelle de pardon en 1928 dont les lignes reprennent celles de l'ossuaire de Douaumont, et dédié à saint Judicaël, un ancien roi breton, marque plusieurs critiques de l'époque. Certains y voient alors un style celtique ayant évolué, influencé par différents styles comme roman, byzantin ou renaissance bretonne.

#### Autre
Marchal est initié à la Franc-maçonnerie entre 1921 et 1924 ; lorsqu'il déménage à Laval, il intègre dans ce cadre la loge Volney,.
Il est par ailleurs membre de la Gorsedd de Bretagne,, et produit plusieurs travaux en lien avec le druidisme, notamment dans le cadre de la revue KAD à partir de 1936. Cette dernière entend remettre en question le christianisme, et prône un retour à la foi des anciens celtes.

### Dernières années entre Laval et Paris

#### Prises de distance avec le mouvement breton
Marchal se rapproche à plusieurs reprises du Parti radical. Il rejoint celui-ci une première fois en 1928, après le congrès de Chateaulin du Parti autonomiste breton (PAB), mais doit en démissionner après l'Attentat du 7 août 1932 à Rennes et ses propres prises de position à ce sujet. Il le réintègre en 1936 après l'échec de la Ligue fédéraliste de Bretagne.
Par ailleurs, à partir de 1935, son déménagement à Laval l'éloigne de la Bretagne, et il prend ses distances avec le mouvement politique ; il n'assure plus de responsabilité après cette date,.

#### Activités durant la Seconde Guerre mondiale
Pendant la Seconde Guerre mondiale, il continue son travail comme architecte à Laval, et a pris ses distances avec les membres encore actifs du mouvement breton.
Il est le directeur de publication de la revue néodruidique Nemeton (en relation avec Rafig Tullou). Celle-ci fait partie des revues, comme Stur, dont la diffusion est assurée par Gerhard von Tevenar (de). Au total, cinq numéros sont publiés entre mi-1942 et l'automne 1943. Il adhère aussi au Rassemblement national populaire.
Après la Libération, il est accusé d'avoir maintenu des contacts avec Olier Mordrel, et d'avoir fréquenté le service de renseignement de la SS à Rennes. Lors de son procès, il reçoit le soutien de frères francs-maçons ; ceux-ci témoignent que cette activité collaborationniste aurait été faite dans le cadre d'activités liées à la Résistance. Disculpé des principales charges, il est toutefois condamné à une peine de 15 ans d'indignité nationale, et est amnistié de cette condamnation en janvier 1951.
Selon des travaux de Kristian Hamon repris par Georges Cadiou, « cette adhésion au RNP était une couverture pour Marchal qui, par ailleurs, aurait eu des activités résistantes. ». Il est condamné à la Libération à une peine d'indignité nationale par la Chambre Civique de Rennes, pour appartenance au RNP.

### Après-guerre

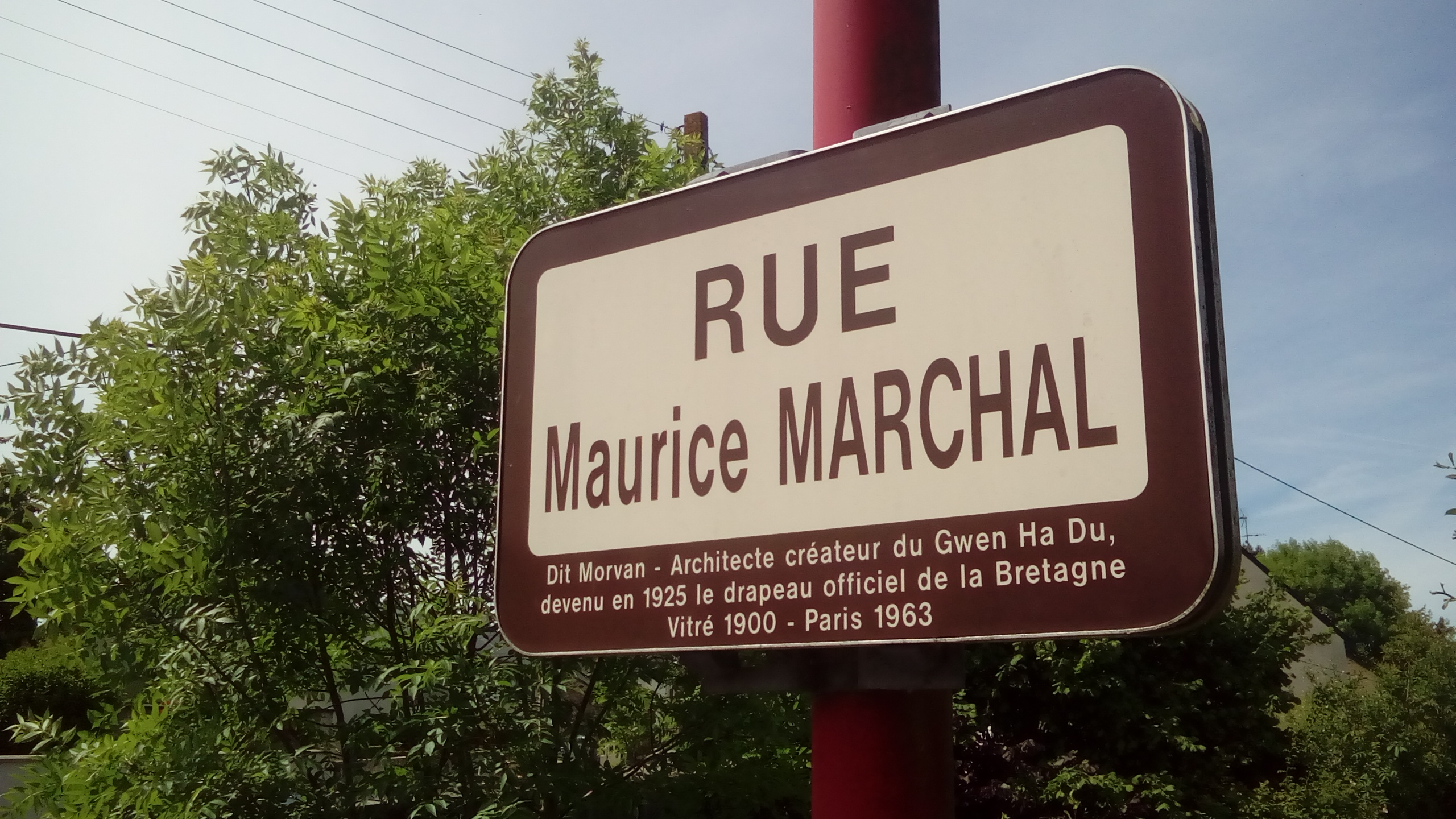
Plaque de rue à son nom à Vitré.

Après sa condamnation, il déménage alors dans la banlieue parisienne et devient employé du gaz. Il laisse quelques contributions à des revues, dont Le Symbolisme de Marius Lepage, par ailleurs membre de la loge Volney du Grand Orient à Laval[réf. nécessaire]. Il adhère aussi au Mouvement pour l'organisation de la Bretagne en janvier 1961.
Sa santé se dégrade, et il est en partie paralysé les dernières années de sa vie ; il meurt le 13 août 1963 à l'hôpital Lariboisière. Enterré à Paris, ses restes sont transférés le 24 janvier 1997 au cimetière de Châteaugiron et sont enterrés dans le caveau familial.

## Postérité
Une rue du quartier de la Poultière au nord-est de Vitré porte son nom[réf. nécessaire].

## Publications
- Le mouvement breton, édité par La Bretagne réelle, 1954